# Rising (Stargate Atlantis)
Rising (El Inicio Partes 1 y 2, en Latinoamérica, Emergiendo Partes 1 y 2, en España) corresponde al episodio piloto de la serie de televisión de ciencia ficción Stargate Atlantis.

## Trama

### Parte 1
Hace millones de años, los Antiguos están por dejar la Tierra a bordo de su gran nave-ciudad de Atlantis. Ayiana debe ser dejada atrás por razones desconocidas, puede que estuviese contagiada del virus del que los antiguos huyesen y ve a la gran ciudad elevarse despacio y desaparecer en el cielo. En la Antártica, en la actualidad, un grupo de investigadores y científicos están trabajando en un laboratorio subterráneo. Ellos examinan la tecnología Antigua, la cual incluye un dron antiguo y una silla de control. El Dr. Carson Beckett intenta activar la silla, puesto que él posee el llamado gen ATA, una especial secuencia de genes que permite interactuar con la tecnología Antigua. Sin embargo, Beckett se niega a sentarse en la silla, aun cuando fue él quien descubrió el mismo gen A.T.A.. La Dra. Elizabeth Weir, líder del proyecto, le dice al Dr. Rodney McKay que necesitan que todos aquellos con el gen pasen por la silla, para así aprender más sobre ella, si bien la mayoría le tiene miedo debido a que controla poderosas armas. En ese momento, el Dr. Daniel Jackson aparece y les dice que lo sigan.
Él tiene nuevas noticias sobre la dirección del lugar adonde los Antiguos fueron tras dejar la Tierra. Recientemente descubrieron un séptimo símbolo, pero que no es el punto de origen Tierra. Se trata pues de una dirección de 8 símbolos. Atlantis se encuentra lejos, pero no es inalcanzable.
Mientras tanto, el General Jack O'Neill y el Mayor John Sheppard están volando rumbo a la base. Por su parte, el Dr. McKay logra que el Dr. Beckett se siente en la silla. Le pide que piense en su ubicación en el sistema solar, y la silla se enciende, pero accidentalmente también activa uno de los drones que están estudiando. El dron abandona a gran velocidad el complejo y fija como objetivo el helicóptero de O'Neill. El Mayor Sheppard divisa el arma y comienza esquivarla, mientras Weir dice a Beckett que se concentre en desactivar el dron. Él logra hacerlo momentos antes de que el dron impacte la aeronave.
El helicóptero finalmente llega a la base, donde O'Neill deja a Sheppard con órdenes de tocar nada, mientras él va hablar con Daniel, Weir y McKay. Tras hablar sobre como los Antiguos se fueron en su "ciudad voladora" hace millones de años, asentándose en la Galaxia Pegaso, y de la posibilidad de que aun sigan allí, O'Neill da su visto bueno para ir, pero Jackson indica que hay un problema. Ellos necesitan del casi agotado "Modulo de Punto Cero" para potenciar en Portal, a lo cual O'Neill no accede. Aun así, ellos insisten en que les permita utilizarlo y afirman estar conscientes de que la misión es solo de "ida". En tanto, Sheppard se encuentra con el Dr. Beckett, quien tras disculparse por el previo incidente, empieza a explicarle sobre el Stargate y el gen ATA. Seguro de que no tiene el gen, el Mayor se sienta en la silla, pero de inmediato esta activa y Beckett llama entonces a Weir y los demás. McKay pide a Sheppard que piense en su ubicación en el sistema solar, e inmediatamente un mapa aparece sobre la silla. Debido a su habilidad para usar tecnología Antigua con facilidad, Weir pide a Sheppard unirse al equipo, y después de una discusión con O'Neill, él acepta.
Luego de un tiempo, diferentes miembros del equipo se despiden de sus seres queridos; algunos como a Weir se le permite revelar detalles de su viaje, pero a otros no. 
En el Comando Stargate, los miembros de la Expedición Atlantis preparan su equipamiento para partir, mientras el Dr. McKay conecta el MPZ al sistema de poder de la Puerta. Antes de marcar, la Dra. Weir da un discurso, señalando que si logran establecer conexión partirán enseguida, por lo que ofrece una última oportunidad de dar pie atrás, pero nadie retrocede. Se marca entonces el Portal. Los ocho chevrones se fijan, y un agujero de gusano estable se forma. Un MALP es enviado, y confirma que la atmósfera es segura. Weir, junto al equipo militar de seguridad liderado por el Coronel Summer, cruzan primero el portal, siendo seguidos pronto por el resto de la Expedición.
Daniel desea ir también, pero Jack, una vez más, le dice que no. Tan pronto todos pasan, Weir manda saludos desde la "base Atlántida"; una botella de champagne llega entonces rodando por el Portal, y este se cierra.
A medida que exploran el lugar, luces y sistemas se encienden. En tanto, no se detecta señal alguna de alienígenas de cualquier tipo, pero si se descubre una sala de conferencias y un hangar de naves espaciales. McKay encuentra la sala de control y el DHD. El Coronel Summer llama a Weir tres niveles abajo, donde ellos ven a través de un vidrio, que se hallan dentro de una gigantesca ciudad sumergida; Atlantis.
Al parecer, un escudo de fuerza mantiene fuera el agua, previniendo el colapso de la ciudad. El Dr. Beckett también encuentra un holograma grabado por una Antigua que cuenta la historia de Atlantis. Hace 10000 años, un poderoso enemigo sitio la ciudad, la cual fue finalmente sumergida, y los últimos Antiguos regresaron a la Tierra por el Portal. En ese momento, McKay se informa de un problema.
El nivel de energía en la ciudad está cayendo, y tan pronto como el último de los 3 ZPM que la potencian se agote, todo se inundara. Los equipos son aglutinados en pequeños sectores para ahorrar energía, pero ni esto ni los generadores de Naquadah traídos evitaran por mucho tiempo el colapso del escudo. Se necesita de más MPC, por lo que el Coronel Summer, Sheppard y otros soldados son enviados por el Portal a uno de los mundos de la base de datos; Athos. Allí, tras toparse con un niño llamado Jinto y su padre, Halling, ellos se presentan con Teyla Emmagan, la líder de la tribu, quien los invita a pasar la noche en la aldea, mientras Sheppard conversa con ella para demostrarle que puede confiar en ellos.
Al día siguiente, tras divisar una ciudad en ruinas cerca, el Coronel Summer sugiere revisarla, pero los Athoscianos temen que si lo hacen provoquen a los "Wraith" ("Espectros"). Cuando Summer pregunta quienes son ellos, Teyla dice que nunca supo de nadie que no los conociera, y les sugiere que mejor vuelvan a su mundo, mientras éste sea desconocido para los "Espectro. A pesar de la advertencia Summer desea explorar la ciudad, ya que existe la posibilidad de que haya un ZPM. Sin embargo, Sheppard teme que esos Wraith sean quizás el enemigo del que hablo el holograma.
Teyla dice a Sheppard que si es que ellos no pueden volver a su mundo, entonces es importante que vea algo, en tanto en Atlantis, el decaimiento del escudo continúa provoca que otra sección de la ciudad se inunde.
En Athos, Teyla lleva a Sheppard a unas antiguas ruinas, en donde el Mayor encuentra un collar, que Teyla señala haber perdido hace años. Tras colocarse el collar, ella le explica la historia de los Wraith. Ellos aparentemente duermen por periodos se cientos de años, permitiendo el incremento en el número de humanos. Una vez alcanza cierto punto, ellos regresan para "cosecharlos". Ningún mundo conocido se salva de ese destino. Teyla también menciona que algunos athoscianos como ella, pueden presentir la llegada de los Wraith, lo que permite advertir a la gente.
En ese momento, el Portal del planeta se activa, y 3 naves desconocidas llegan dirigiéndose directamente rumbo a la aldea. Sheppard escucha los ruidos que emiten esas naves, y al preguntarle a Teyla que es, ella responde que son los Wraith.

### Parte 2
Las naves Wraith llegan a la aldea, y mientras la recorren, usan una clase de rayo corto de transporte para llevarse a varias personas. 
Summer ordena inmediatamente abrir fuego, pero extraños movimientos que comienzan a ver alrededor los distraen. Teyla informa que son solo meras ilusiones para confundir. El Sargento Bates logra derribar una nave, pero entonces él, el Coronel Summer y Teyla son tomados por las naves restantes, las cuales luego regresan por el Portal. No obstante, el Teniente Ford memoriza los símbolos activados en el DHD. 
En Atlantis, otra sección ha colapsado, y McKay reporta que la falla del escudo es inminente, y que deben evacuar ya. Sin embargo, cuando están marcando la Puerta, Sheppard regresa con refugiados Athoscianos. Weir le informa que tienen que abandonar la ciudad, y Sheppard pregunta a Jinto si conoce una dirección adonde ir, pero, en ese momento, la ciudad entera comienza a ascender y alcanza la superficie del océano. McKay informa que el último ZPM se agotó, pero que los generadores de Naquadah podrán energizar los sistemas de la ciudad, a excepción del escudo.
Mientras el resto comienza a determinar la dirección adonde a llevaron los secuestrados, Sheppard habla con Weir para que le permita la misión de rescate, pero ella duda de si tendrán éxito contra los Wraith, el enemigo que venció a los Antiguos. 
En tanto, el Coronel Summer, Teyla y los otros despiertan dentro de una celda. Tras unos minutos, un Wraith aparece y Summer intenta hablar con él, pero éste no le hace cas. El Espectro elige un Athosciano y se lo lleva, desechando el ofrecimiento de Teyla y de Summer de llevarlos en su lugar.
De vuelta en Atlantis, logran hallar una posible dirección, pero pronto descubren que el Portal en ese lugar está orbitando un planeta. No obstante, ante tal problema, McKay se le ocurre algo. Él lleva a Sheppard al hangar de naves para ver si es capaz volarlas. En tanto, Beckett averigua, a partir del brazo Espectro que Sheppard recuperó de la nave derribada antes, que estos seres tienen una enorme habilidad para regenerarse, además de ser extremadamente longevos, y probablemente casi imposibles de matar.
Tras aprender Sheppard a volar las naves Antiguas, y descubrir también que poseen escudos de camuflaje, Weir aprueba la misión. El Mayor, junto a Ford y algunos soldados, se preparan para ir en la "Naveportal 1", nombre dado por Ford y McKay. No obstante, Sheppard se lo cambia a Brincacharcos. McKay reclama, pero finalmente acepta el nombre, y ellos marcan el Portal usando el DHD del Saltador.
Al llegar, Sheppard activa la invisibilidad de inmediato, y descubre además que puede controlar la nave con el pensamiento, accediendo incluso a la pantalla de control y a un pequeño dispositivo. Tras aterrizar el Saltador, el resto de los soldados es dejado custodiándola, mientras Sheppard y Ford se adentran en la nave Wraith, colocando C-4 en diferentes sitios.
En tanto, allí el Espectro vuelve a la celda y se lleva al Coronel Summer a un salón donde hay un anciano cadáver sentado en una silla, y el cual resulta ser el athosciano llevado antes. Una Espectro hembra aparece entonces, y tras primero ofrecerla comer, comienza a interrogar a Summer. Este le pregunta por qué los tomaron prisioneros, y ella responde que porque invadieron su "comedero", lo cual deja en shock al Coronel. La Wraith explica que los humanos son su alimento, y empieza preguntar a Summer por su mundo, ejerciendo presión sobre su mente para que le responda. Ella se asombra al saber de la población, puesto dice que no han tenido un terreno de alimentación tan grande en 10000 años. 
Entretanto, Sheppard y Ford usan un "detector de signos vitales" para encontrar a Teyla y los demás. Mientras Ford se queda para sacarlos, Sheppard va en busca del Coronel.
En ese momento, la Wraith trata que Summer le diga donde está la "Tierra", pero ante su negativa, decide empezar a alimentarse de él. Al llegar, Sheppard encuentra a un Summer ya extremadamente anciano, con la Wraith alimentándose su vida, por lo que decide dispararle al Coronel para evitarle más sufrimiento. Sin embargo, John es aturdido por otro Espectro, y traído ante la hembra, quien está a punto de alimentarse de él, cuando Ford aparece y abre fuego. Sheppard ordena entonces detonar el C-4, lo cual genera caos por toda la nave. Luego acuchilla a la hembra Espectro, pero ésta, antes de morir, les dice que con su muerte, los otros despertaran. Al revisar su detector de signos vitales, Sheppard y Ford ven como decenas de Wraith comienzan a aparecer por todas partes, tras siglos de hibernación. A toda prisa, ellos escapan, mientras varios "dardos Wraith" son desplegados. El Brincador despega en modo invisible, pero ya en el espacio se encuentran que los dardos han rodeado el Portal. Dado que activar la puerta, provocaría que los dardos les disparen a ciegas, Sheppard decide hacer visible la nave para alejar a los dardos del Stargate. Él consigue usar los drones del Saltador para destruir algunos dardos, y luego activa el Portal. Tras unas maniobras, ellos consiguen atravesar la puerta, seguidos de tres dardos, pero tan pronto el Brincacharcos llega a Atlantis, Weir activa el escudo, el cual destruye las naves perseguidoras.
Esa noche, ya seguros en la ciudad, se realiza una celebración. Allí, Weir aprovecha de abrir la botella de champagne, y Teyla señala que también han hecho un nuevo aliado, y que con la ayuda de los Athoscianos harán muchos más. Weir además solicita a Sheppard que como nuevo oficial de mayor rango, reúna a un equipo, con el cual poder volver a salir a realizar lo que vinieron hacer; explorar una nueva galaxia.

## Artistas invitados
- Richard Dean Anderson como el General Jack O'Neill.
- Michael Shanks como Daniel Jackson.
- Garwin Sanford como Simon Wallis.
- Paul McGillion como Carson Beckett.
- Andee Frizzell como Guardiana Wraith.
- Craig Veroni como Peter Grodin.
- Christopher Heyerdahl como Halling.
- Robert Patrick como el Coronel Marshall Sumner.
- Dean Marshall como el Sargento Bates.
- Boyan Vukelic como el Sargento Stackhouse.
- Reece Thompson como Jinto.
- Stefano Colacitti como Toran.
- Casey Dubois como Wex.
- Melia McClure como Mujer Antigua.
- Dan Shea como el Sargento Siler.
- David Milchard como Técnico del SGC.
- Edmond Kato Wong como Técnico de Atlantis.
- Bro Gilbert como Científico.
- Peter Grasso como Científico.
- James Lafazanos como Wraith.
- Dan Payne como Guerrero Wraith.
- Ona Grauer como Ayiana
- Aaron Dudley como Hombre Antiguo.
- Mary Joan Buchanan como Madre de Beckett.
- Geoff Redknap como el anciano Coronel Summer.[4]